# Ульрика Луиза Сольмс-Браунфельсская
Ульрика Луиза Сольмс-Браунфельсская (нем. Ulrike Luise zu Solms-Braunfels; 1 мая 1731, Хунген — 12 сентября 1792, Гомбург) — графиня Сольмс-Браунфельсская, в замужестве ландграфиня Гессен-Гомбургская, регент Гессен-Гомбурга в 1751—1766 годах.

## Биография
Ульрика Луиза — дочь князя Фридриха Вильгельма Сольмс-Браунфельсского и его второй супруги Софии Магдалены, дочери графа Отто Сольмс-Лаубахского.
10 октября 1746 года в Хунгене Ульрика Луиза вышла замуж за ландграфа Фридриха IV Гессен-Гомбургского. Уже вскоре после свадьбы в Гессен-Гомбург вступили дармштадтские войска, оккупировавшие страну, город и Гомбургский дворец, но конфликт был затем улажен.
После смерти мужа император Священной Римской империи утвердил Ульрику Луизу (до 1766 года вместе с Людвигом VIII) регентом Гессен-Гомбурга при своём трёхлетнем сыне Фридрихе V, получившем великолепное образование. Она сохранила суверенитет Гессен-Гомбурга, что закрепил брак её сына с дочерью Людвига IX Каролиной Гессен-Дармштадтской.

## Потомки
- Фридрих V Людвиг (1748—1820), ландграф Гессен-Гомбурга, женат на принцессе Каролине Гессен-Дармштадтской
- Мария Кристина (1748—1750)